# Debaryomyces hansenii
Debaryomyces hansenii (veraltet Debaryomyces tyrocola var. hansenii, Saccharomyces hansenii, Pichia hansenii, Torulaspora hansenii, Candida famata) ist eine Hefeart (Spezies) aus der Familie der Saccharomycetaceae. Die Spezies beinhaltet auch die Hefe mit der vorläufigen Bezeichnung Debaryomyces sp. ZIM 2431. Sie macht bis zu 2 % der Fälle von invasiver Candidose aus.

## Beschreibung
D. hansenii ist eine osmo-, halo- und xerotolerante Hefe,
die Toxine produziert, darunter auch solche, die konkurrierende Hefearten am Wachstum hindern oder sie abtöten (englisch killer yeast).
Sie ist eine häufige Spezies (Art) in allen Käsesorten, einschließlich Weichkäse und Salzlaken von Halbhart- und Hartkäse.
D. hansenii ist die häufigste Hefe unter 383 Isolaten aus Proben von geschwefelten und ungeschwefelten Würsten, sowie Rinderhackfleisch.
Diese Hefe trägt zur Gärung von fassgelagerten Bieren (englisch barrel-aged beer) bei und wirkt sich auf das Bier ähnlich aus wie Dekkera bruxellensis (besser bekannt als Brettanomyces bruxellensis). Ein Beispiel ist das Le Coq Imperial Stout der Harvey’s Brewery in Südengland. Deren Chefbrauer Miles Jenner spekuliert, dass diese Hefe entweder durch die Luft in der Brauerei übertragen wird oder ein langsam wachsender Bestandteil der hauseigenen Hefemischung ist.
D. hansenii kommt auch in hypersalinen Gewässern wie den Meersalzgewinnungsanlagen an der Atlantikküste von Namibia oder im Großen Salzsee von Utah vor.

## Kultivierung
D. hansenii kann in Medien mit bis zu 25 % Natriumchlorid (NaCl) oder Kaliumchlorid (KCl) bzw. 18 % Glycerin kultiviert werden.
Die Wachstumsrate steigt in Lösungen mit ≥ 1 ᴍ (mol/ℓ) NaCl oder KCl, wobei Natrium- und Kaliumionen eine sehr wichtige Rolle bei den Mechanismen zur Aufrechterhaltung des osmotischen Gleichgewichts spielen. Die Art kann in einem pH-Bereich zwischen 3 und 10 überleben.

## Reproduktion
Die meisten Stämme sind haploid und paaren sich nur sehr selten. Sie diploidisieren vorübergehend durch somatogame Autogamie (d. h. Verschmelzung von zwei Zellen, aber ohne Verschmelzung der Kerne).
Die geschlechtliche Vermehrung erfolgt durch heterogame Konjugation (d. h. durch Konjugation zweier Zellen unterschiedlicher Form oder Größe), die zu einer kurzen diploiden Phase führt, gefolgt von einer Meiose und der Bildung von Ascosporen. Haploide Hefen vermehren sich vegetativ durch mehrseitige Knospung.

## Genom
D. hansenii hat sieben Chromosomen, die mit A bis G bezeichnet werden.
Diese Spezies verwendet einen alternativen genetischen Code für das Codon CUG, das für die Aminosäure Serin anstelle des üblichen Leucins kodiert.

## Isolierung
Die Fähigkeit dieser Art, bei 10 % NaCl oder 5 % Glukose zu wachsen, lässt sich zur Unterscheidung von D. hansenii von anderen ascomycetischen Hefen verwenden.
Die Spezies umfasst zwei Unterarten (Subspezies): D. hansenii var. hansenii und D. h. var. fabryii.
Diese beiden können unterschieden werden anhand der rRNA, der elektrophoretischen Mobilität ihrer Glucose-6-phosphat-Dehydrogenase oder der jeweiligen optimalen Wachstumstemperaturen (35 °C für var. hansenii und 39 °C für var. fabryii).

## Anwendung in der Biotechnologie
Es wurde nachgewiesen, dass die Art nutzbare Mengen von D-Arabinitol (alias D-Arabitol, -Arabinit, -Arabit), Riboflavin, Xylitol (Xylit) und Brenztraubensäure unter Thiaminlimitierung synthetisieren kann.
Die Spezies wurde auch zur Decarboxylierung von Ferulasäure zu 2-Methoxy-4-vinylphenol durch Biotransformation verwendet (95,07 % Ausbeute, 1470,8 mg/l, innerhalb von 10 Stunden).